# Guillaume Gigliotti
Guillaume René Saverio Enzo Gigliotti (Istres, 9 novembre 1989) è un calciatore francese, difensore del Nardò.

## Biografia
Anche suo fratello, David Gigliotti, è un calciatore, di ruolo attaccante. Ha origini italo-argentine da parte di padre.
Il 13 maggio 2020 ha avuto una figlia di nome Alyss.

## Caratteristiche tecniche
È un difensore centrale che può essere utilizzato anche come terzino sulla sinistra. È dotato di prestanza fisica e una buona tecnica ed è abile anche nei calci da fermo.

## Carriera

### Club

#### Inizi
Nato a Istres, in Francia, inizia nelle giovanili del Monaco, passando nel 2007 alla squadra B, militante nel Championnat de France amateur, quarta divisione francese. Ci rimane tre stagioni, ottenendo un totale di 65 presenze e 9 reti, ottenendo un 4º posto, un 18º con conseguente retrocessione nel Championnat de France amateur 2 ed un 1º posto all'ultimo anno, con ritorno in CFA.

#### Novara
Nell'estate 2010, in scadenza di contratto con il Monaco, decide di trasferirsi in Italia, al Novara, appena ritornato in Serie B dopo 33 anni. Debutta con i piemontesi il 27 ottobre, nel 3º turno di Coppa Italia, in trasferta contro il Cesena, giocando titolare e realizzando anche la rete del definitivo 3-1 su rigore al 111', nei tempi supplementari. La prima in campionato la gioca il 6 novembre, entrando al 93' del pareggio per 1-1 sul campo dell'Ascoli. Chiude la stagione con 17 gare giocate nelle due competizioni, di cui una nei play-off, che il Novara vincerà, ritornando in Serie A dopo 55 anni.

#### Prestito al Foggia
Ad agosto 2011 va in prestito in Lega Pro Prima Divisione, al Foggia. Esordisce in rossonero il 4 settembre, nella sconfitta interna per 2-1 contro il Benevento in campionato, partendo titolare e venendo sostituito al 47'. Il 20 novembre segna il suo primo gol, quello dell'1-1 al 59' nel successo per 2-1 in rimonta sul campo della SPAL in campionato. Termina dopo aver giocato 31 partite, quasi tutte per tutti i 90 minuti, e segnato 2 gol, arrivando 11º. Al termine della stagione i foggiani verranno esclusi dai professionisti, con conseguente ripartenza dal dilettantismo.

#### Empoli e Badalona
Nella stagione 2012-2013 ritorna in Serie B, non al Novara, ritornato tra i cadetti dopo una stagione in Serie A, ma all'Empoli, che lo acquisisce a titolo definitivo. Coi toscani gioca soltanto un minuto in tutta la stagione, in Empoli-Varese 3-1 del 2 marzo 2013 in campionato, quando entra al 91'. L'Empoli, allenato da Maurizio Sarri, chiude il campionato al 4º posto, perdendo la finale play-off con il Livorno. La stagione successiva va a giocare in Spagna, al Badalona, in Segunda División B, terza serie spagnola. Debutta il 3 novembre, entrando all' 85' nel successo interno per 2-0 sul Gimnàstic in campionato. Giocherà soltanto un'altra gara in campionato, arrivando 13º.

#### Ritorno al Foggia
Dopo due stagioni anonime, a luglio 2014 per rilanciarsi ritorna al Foggia dove aveva giocato 4 stagioni prima. Fa il suo secondo esordio con i pugliesi il 30 agosto, alla prima di Lega Pro, in casa contro il Martina, partendo titolare e vincendo per 3-2. Va in rete per la prima volta il 28 settembre, quando realizza il gol del definitivo 1-1 nella gara di campionato in trasferta contro la Vigor Lamezia. A Foggia ritorna a giocare con continuità, terminando la sua seconda esperienza dopo due stagioni con 70 presenze complessive e 7 gol, che portano il totale di presenze in rossonero oltre 100, e vince la Coppa Italia Lega Pro al secondo anno, battendo il Cittadella in finale. In campionato erano arrivati invece un 7º posto ed un 2º, con finale play-off persa contro il Pisa.

#### Ascoli
Nella stagione 2016-2017, dopo essere rimasto senza squadra, ritorna per la terza volta in Serie B, firmando con l'Ascoli. Esordisce in bianconero il 20 settembre 2016, nel successo casalingo per 2-0 sul Vicenza in campionato, entrando nel secondo tempo, al 60'. Segna la prima marcatura il 28 febbraio, siglando il 2-1 al 91', rivelatosi inutile, nella sconfitta sul campo dello Spezia in campionato. Termina la prima stagione al 15º posto, salvandosi nel finale di stagione. Nella seconda stagione chiude con la salvezza ottenuta ai playout contro la Virtus Entella.

#### Salernitana
Il 16 luglio 2018 si trasferisce a titolo definitivo alla Salernitana. Con i campani debutta il 12 agosto in coppa Italia in casa della Virtus Entella. Disputa 25 partite in campionato, ottenendo la seconda salvezza consecutiva ai playout contro il Venezia.

#### Crotone
Il 31 luglio 2019 passa a titolo definitivo al Crotone.

#### Chievo
Il 5 ottobre 2020 viene ceduto al Chievo. Conclude la stagione in maglia gialloblù con 23 presenze, condite anche da due reti. 

#### Bari
Il 2 settembre 2021 firma un contratto biennale con il Bari. Conclude la stagione in Serie C con 24 presenze e la promozione in Serie B dei galletti. Nella stagione successiva colleziona solamente una presenza in Coppa Italia.

#### Ritorno al Crotone
Il 19 gennaio 2023, firma un contratto di un anno e mezzo con il Crotone, in Serie C, tornando a vestire la maglia pitagorica dopo due stagioni. Al termine della stagione 2023-2024, rimane svincolato.

#### Team Altamura
Il 20 luglio 2024, viene ingaggiato a parametro zero dal Team Altamura, neo-promosso in Serie C.

## Statistiche

### Presenze e reti nei club
Statistiche aggiornate al 20 marzo 2025.
| Stagione        | Squadra         | Campionato      | Campionato | Campionato | Coppe nazionali | Coppe nazionali | Coppe nazionali | Coppe continentali | Coppe continentali | Coppe continentali | Altre coppe | Altre coppe | Altre coppe | Totale | Totale | Totale |
| Stagione        | Squadra         | Comp            | Pres       | Reti       | Comp            | Pres            | Reti            | Comp               | Pres               | Reti               | Comp        | Pres        | Reti        | Pres   | Reti   |        |
| --------------- | --------------- | --------------- | ---------- | ---------- | --------------- | --------------- | --------------- | ------------------ | ------------------ | ------------------ | ----------- | ----------- | ----------- | ------ | ------ | ------ |
| 2007-2008       | Monaco 2        | CFA             | 7          | 0          | -               | -               | -               | -                  | -                  | -                  | -           | -           | -           | 7      | 0      |        |
| 2008-2009       | Monaco 2        | CFA             | 22         | 1          | -               | -               | -               | -                  | -                  | -                  | -           | -           | -           | 22     | 1      |        |
| 2009-2010       | Monaco 2        | CFA2            | 36         | 8          | -               | -               | -               | -                  | -                  | -                  | -           | -           | -           | 36     | 8      |        |
| Totale Monaco 2 | Totale Monaco 2 | Totale Monaco 2 | 65         | 9          |                 | -               | -               |                    | -                  | -                  |             | -           | -           | 65     | 9      |        |
| 2010-2011       | Novara          | B               | 14+1       | 0+0        | CI              | 2               | 1               | -                  | -                  | -                  | -           | -           | -           | 17     | 1      |        |
| 2011-2012       | Foggia          | 1D              | 31         | 2          | CI+CI-LP        | 0               | 0               | -                  | -                  | -                  | -           | -           | -           | 31     | 2      |        |
| 2012-2013       | Empoli          | B               | 1          | 0          | -               | -               | -               | -                  | -                  | -                  | -           | -           | -           | 1      | 0      |        |
| 2013-2014       | Badalona        | SDB             | 2          | 0          | -               | -               | -               | -                  | -                  | -                  | -           | -           | -           | 2      | 0      |        |
| 2014-2015       | Foggia          | LP              | 32         | 5          | CI-LP           | 0               | 0               | -                  | -                  | -                  | -           | -           | -           | 32     | 5      |        |
| 2015-2016       | Foggia          | LP              | 32         | 1          | CI+CI-LP        | 2+4             | 1+0             | -                  | -                  | -                  | -           | -           | -           | 38     | 2      |        |
| Totale Foggia   | Totale Foggia   | Totale Foggia   | 95         | 8          |                 | 6               | 1               |                    | -                  | -                  |             | -           | -           | 101    | 9      |        |
| 2016-2017       | Ascoli          | B               | 22         | 3          | CI              | 0               | 0               | -                  | -                  | -                  | -           | -           | -           | 22     | 3      |        |
| 2017-2018       | Ascoli          | B               | 37+2       | 0          | CI              | 2               | 0               | -                  | -                  | -                  | -           | -           | -           | 41     | 0      |        |
| Totale Ascoli   | Totale Ascoli   | Totale Ascoli   | 59+2       | 3          |                 | 2               | 0               |                    | -                  | -                  |             | -           | -           | 63     | 3      |        |
| 2018-2019       | Salernitana     | B               | 25         | 0          | CI              | 1               | 0               |                    | -                  | -                  |             | -           | -           | 26     | 0      |        |
| 2019-2020       | Crotone         | B               | 20         | 0          | CI              | 2               | 0               | -                  | -                  | -                  | -           | -           | -           | 22     | 0      |        |
| 2020-2021       | Chievo          | B               | 23         | 2          | CI              | 0               | 0               | -                  | -                  | -                  | -           | -           | -           | 23     | 2      |        |
| 2021-2022       | Bari            | C               | 24         | 0          | CI-C            | -               | -               | -                  | -                  | -                  | SC-C        | 2           | 0           | 26     | 0      |        |
| 2022-gen. 2023  | Bari            | B               | 0          | 0          | CI              | 1               | 0               | -                  | -                  | -                  | -           | -           | -           | 1      | 0      |        |
| Totale Bari     | Totale Bari     | Totale Bari     | 24         | 0          |                 | 1               | 0               |                    | -                  | -                  |             | 2           | 0           | 27     | 0      |        |
| gen.-giu. 2023  | Crotone         | C               | 9+1        | 0+1        | CI-C            | -               | -               | -                  | -                  | -                  | -           | -           | -           | 10     | 1      |        |
| 2023-2024       | Crotone         | C               | 20+1       | 2          | CI+CI-C         | 1               | 0               | -                  | -                  | -                  | -           | -           | -           | 22     | 2      |        |
| Totale Crotone  | Totale Crotone  | Totale Crotone  | 49+2       | 2+1        |                 | 3               | 0               |                    | -                  | -                  |             | -           | -           | 54     | 3      |        |
| 2024-gen. 2025  | Team Altamura   | C               | 11         | 0          | CI-C            | 3               | 0               | -                  | -                  | -                  | -           | -           | -           | 14     | 0      |        |
| gen.-giu. 2025  | Gelbison        | D               | 5          | 0          | CI-D            | -               | -               | -                  | -                  | -                  | -           | -           | -           | 5      | 0      |        |
| Totale carriera | Totale carriera | Totale carriera | 377        | 25         |                 | 19              | 2               |                    | -                  | -                  |             | 2           | 0           | 398    | 27     |        |

## Palmarès

### Club

#### Competizioni nazionali
- Championnat de France amateur 2: 1

Monaco 2: 2009-2010 (girone E)
- Coppa Italia Lega Pro: 1

Foggia: 2015-2016
- Serie C: 1

Bari: 2021-2022 (girone C)